# Paranthrene aurifera
Paranthrene aurifera is een vlinder uit de familie wespvlinders (Sesiidae), onderfamilie Sesiinae.
Paranthrene aurifera is voor het eerst wetenschappelijk beschreven door Hampson in 1919. De soort komt voor in het Oriëntaals gebied.